# Régiment Royal-Guyenne cavalerie
Pour les articles homonymes, voir régiment d'Orléanais et régiment de Guyenne.
« 22e régiment de cavalerie » redirige ici. Pour les autres significations, voir 22e régiment.
Le régiment Royal-Guyenne cavalerie est un régiment de cavalerie du royaume de France et de la République française, créé en 1779. Lors de la guerres de la Révolution française, il devient 22e régiment de cavalerie et est dissout en 1803.

## Création et différentes dénominations
- 29 janvier 1779 : création du 1er régiment de chevau-légers
- 25 juillet 1784 : transformé en cavalerie, le régiment d’Orléanais cavalerie
- 17 mars 1788 : renommé régiment Royal-Guyenne cavalerie
- 1er janvier 1791 : renommé 23e régiment de cavalerie
- 1792 : renommé 22e régiment de cavalerie
- 24 septembre 1803 : licencié

## Équipement

### Habillement

Uniformes
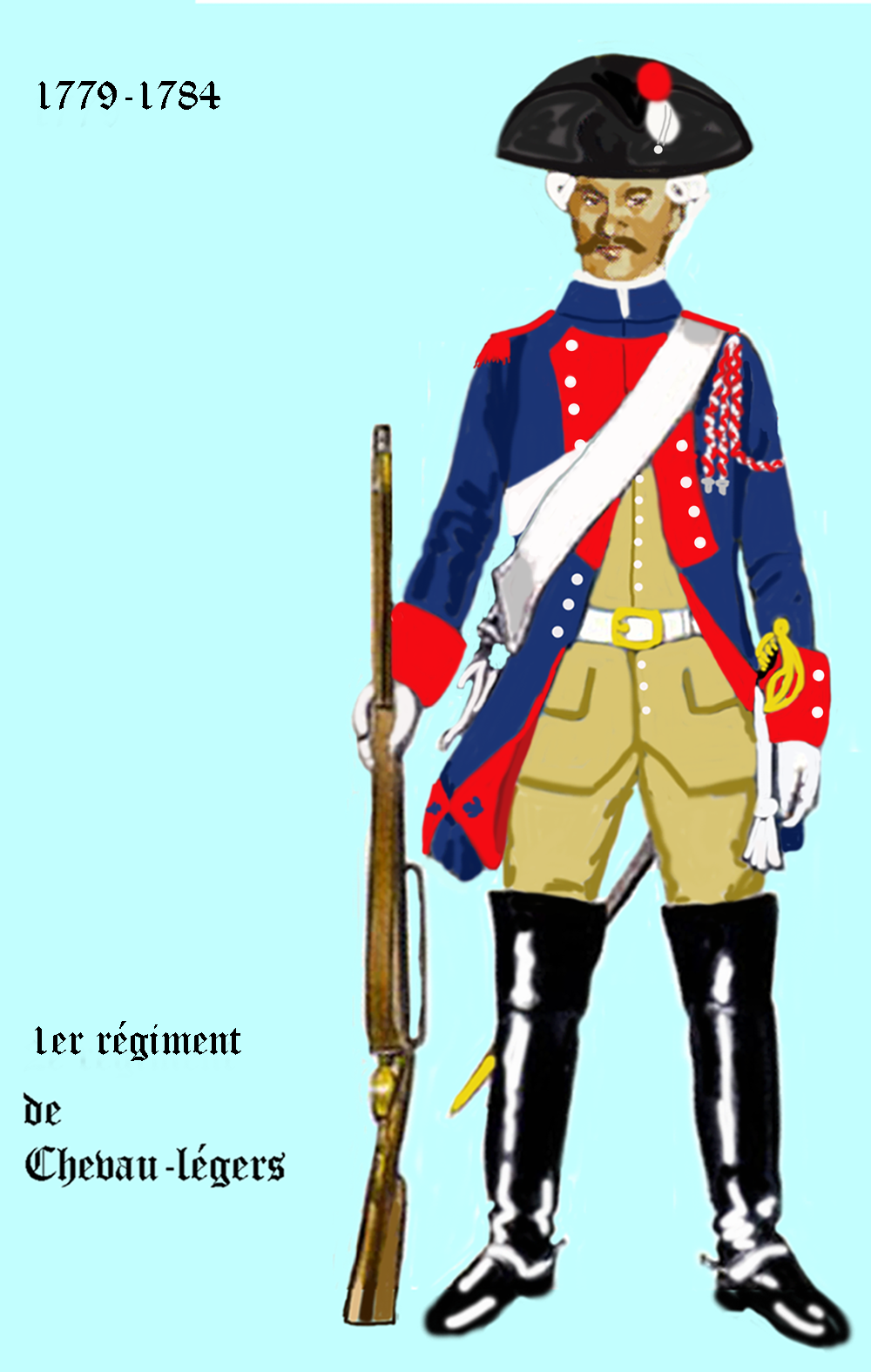
1er régiment de Chevau légers de 1779
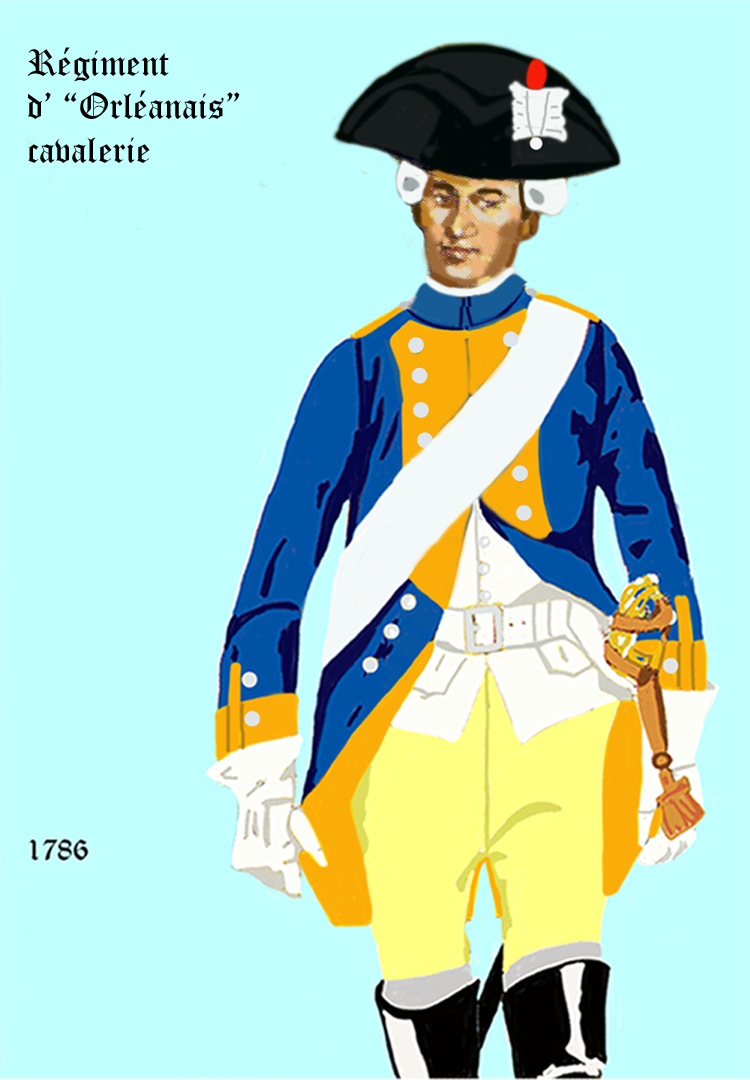
de 1786 à 1791
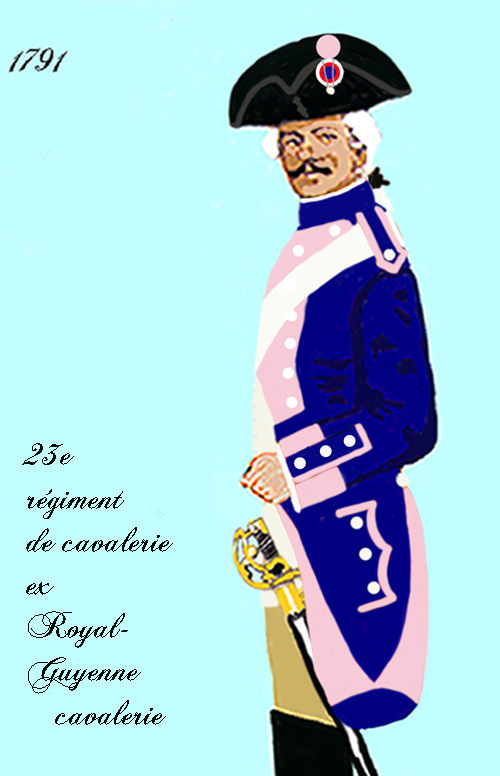
23e régiment de cavalerie de 1791 à 1792, puis 22e régiment de cavalerie

## Historique

### Mestres de camp et colonels
- 29 janvier 1779 : Louis d’Adhémar, chevalier de Panat
- 13 avril 1780 : Joseph Maurice, comte de Toustain-Viray
- 1er janvier 1784 : Gabriel Jacques, comte de Farjonnel
- 10 mars 1788 : Gaspard Paulin, vicomte de Clermont-Tonnerre, † 13 juillet 1842
- 5 février 1792 : Laurent de Girond
- 26 octobre 1792 : N. de Beauregard
- 13 avril 1793 : colonel Antoine Eléonor Pouthier de Gouhelans
- 9 février 1794 : Nicolas Desvouges
- 4 juin 1795 : Jean-Baptiste Gilet
- 2 février 1800 : Philippe Auguste Rouvillois

### Campagnes et batailles
Le 22e régiment de cavalerie a fait les campagnes de 1792 et 1793 à l'Armée des Alpes l’armée des Ardennes ; 1794 à l’armée du Nord, .

Il a fait les campagnes des l’an IV à l’armée de Sambre-et-Meuse ; an VII à l’armée du Danube ; an VIII et IX aux armées de réserve et d’Italie.
Licencié en l’an XI, il a été incorporé dans le 2e de carabiniers, les 9e et 12e de cuirassiers, 24e et 27e de dragons.